# Zamrażanie

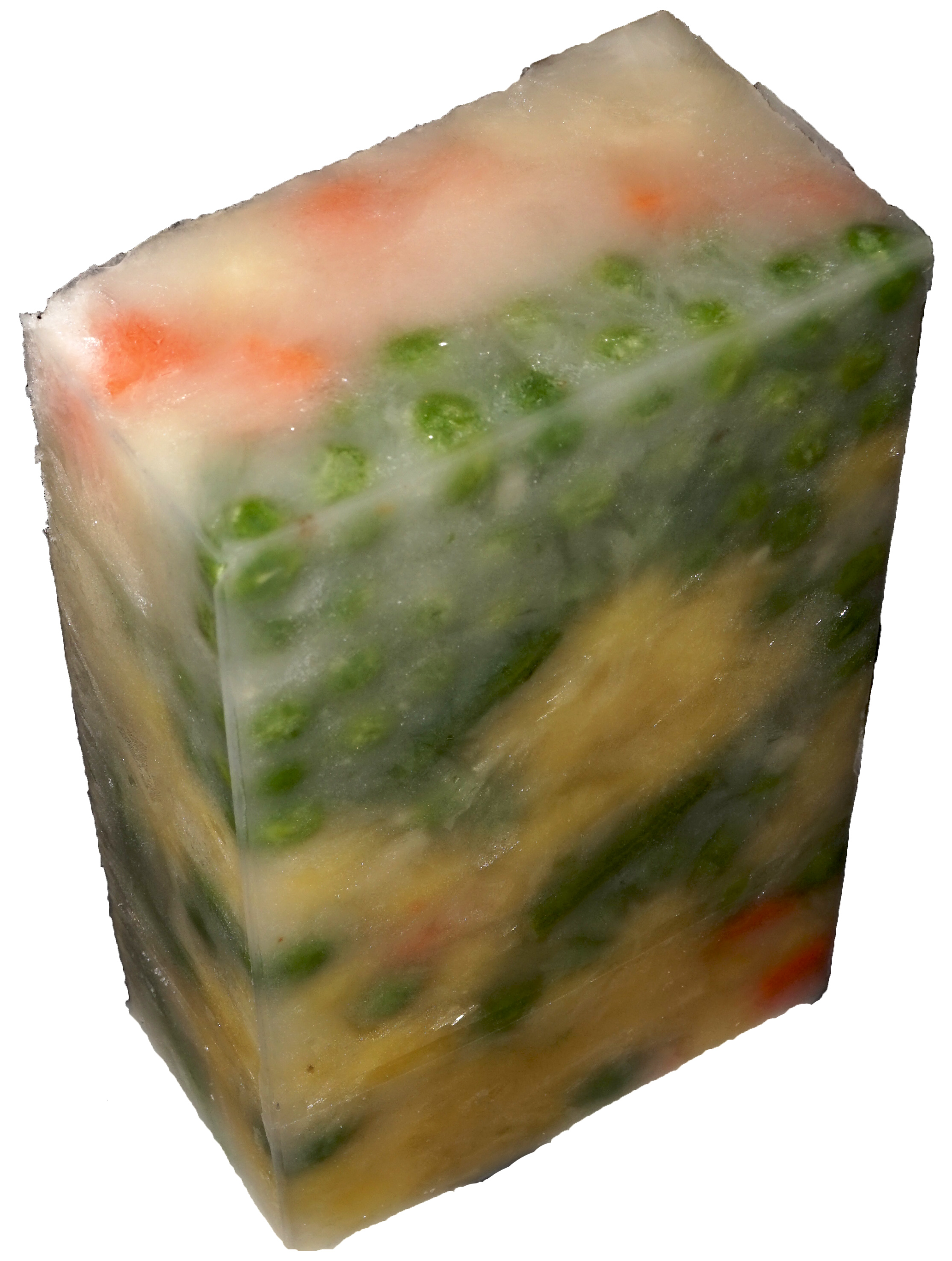
Zamrożona zupa

Zamrażanie produktów żywnościowych – jedna z najkorzystniejszych pod względem biologicznym form utrwalania żywności. Pozwala w maksymalnym stopniu zachować odżywcze, dietetyczne i organoleptyczne walory świeżych produktów. Proces ten polega na szybkim doprowadzeniu produktu do temperatury ok. -30 °C, po czym następuje przechowywanie w komorach chłodniczych, w temp. ok. -20 °C. Zamrażaniu poddaje się mięso, ryby, jaja, masło, owoce i warzywa (mrożonki).
Zamrażanie produktów żywnościowych jest procesem technologicznym pełnej lub częściowej zamiany wody w lód poprzez obniżenie temperatury produktu poniżej punktu krioskopowego. W trakcie zamrażania występuje zjawisko przemieszczania wody w kierunku powierzchni produktu spowodowane przemieszczaniem się ciepła. Wielkość oraz rozmieszczenie kryształków lodu zależna jest od prędkości zamrażania produktu. Powolne zamrażanie powoduje powstawanie dużych kryształów lodu uszkadzających strukturę wewnętrzną – żywność ulega uszkodzeniu zmieniającemu jego walory estetyczne, odżywcze i kulinarne. Efektem szybkiego zamrażania jest duża liczba niewielkich kryształów.